# Bracisepalum
Bracisepalum là một chi thực vật có hoa trong họ, Orchidaceae.